# ناتی میسترال
ناتی میسترال (اسپانیایی: Nati Mistral‎؛ ‏ ۱۳ دسامبر ۱۹۲۸ – ۲۰ اوت ۲۰۱۷) بازیگر اهل اسپانیا بود که در سال ۱۹۹۷ برندهٔ جایزه ملی تئاتر شد.
از فیلم‌ها یا مجموعه‌های تلویزیونی که وی در آن‌ها نقش داشته است، می‌توان به سه عشق من اشاره نمود.